# Junioreuropamästerskapen i öppet vatten-simning 2024
Junioreuropamästerskapen i öppet vatten-simning 2024 arrangerades mellan den 12 och 14 juli 2024 i Wien i Österrike. Det var den 21:a upplagan av junioreuropamästerskapen i öppet vatten-simning.
Mästerskapet bestod av åtta grenar. Både damer och herrar tävlade enligt följande åldersklasser: 5 km för åldern 14–15 år, 7,5 km för åldern 16–17 år och 10 km för åldern 18–19 år. Det fanns dessutom två mixade lagtävlingar, en i U16-klass och en i U19-klass.

## Medaljörer

### Herrar
| Gren   | Guld                             | Guld       | Silver               | Silver     | Brons                        | Brons      |
| 5 km   | Konstantinos Chourdakis Grekland | 57.56,70   | Martón Huszti Ungern | 57.56,91   | Hikmet Sami Kopargil Turkiet | 57.57,68   |
| 7,5 km | Emir Batur Albayrak Turkiet      | 1:26.09,98 | Máté Kárpáti Ungern  | 1:27.00,22 | Atakan Ercan Turkiet         | 1:27.00,70 |
| 10 km  | Sacha Velly Frankrike            | 1:53.25,82 | Piotr Woźniak Polen  | 1:53.36,92 | Jonas Kusche Tyskland        | 1:53.37,15 |

### Damer
| Gren   | Guld                             | Guld       | Silver                 | Silver     | Brons                   | Brons      |
| 5 km   | Amelie Blocksidge Storbritannien | 1:00.31,81 | Anna Bartalos Ungern   | 1:00.50,64 | Mahila Spennato Italien | 1:01.29,43 |
| 7,5 km | Sarah Dumont Belgien             | 1:34.12,85 | Napsugár Nagy Ungern   | 1:34.13,49 | Clara Martínez Spanien  | 1:34.14,43 |
| 10 km  | Clémence Coccordano Frankrike    | 2:09.51,60 | Georgia Makri Grekland | 2:09.51,71 | Chiara Sanzullo Italien | 2:11.06,67 |

### Mixed
| Gren                          | Guld                                                                       | Guld       | Silver                                                                    | Silver     | Brons                                                                     | Brons      |
| Lagtävling, 4 × 1,25 km (U16) | Ungern Napsugár Nagy Anna Bartalos Martón Huszti Máté Kárpáti              | 1:08.23,74 | Tyskland Sydney Ferch Laura Blumenthal Moritz Erkmann Mattheo Straßburger | 1:09.12,60 | Italien Ginevra Bagaglini Mahila Spennato Gabriele Aloisi Gaetano Tammaro | 1:10.03,13 |
| Lagtävling, 4 × 1,25 km (U19) | Frankrike Clémence Coccordano Valentine Leclercq Émile Vincent Sacha Velly | 1:06.32,24 | Spanien Noa Martín Clara Martínez Pablo Martínez Cristobal Vargas         | 1:06.36,78 | Tyskland Lara Braun Johannes Neumann Julia Ackermann Jonas Kusche         | 1:07.22,98 |

## Medaljtabell
*   Värdland ( Österrike)
| Nr                   | Nation               | Guld | Silver | Brons | Totalt |
| -------------------- | -------------------- | ---- | ------ | ----- | ------ |
| 1                    | Frankrike            | 3    | 0      | 0     | 3      |
| 2                    | Ungern               | 1    | 4      | 0     | 5      |
| 3                    | Grekland             | 1    | 1      | 0     | 2      |
| 4                    | Turkiet              | 1    | 0      | 2     | 3      |
| 5                    | Belgien              | 1    | 0      | 0     | 1      |
| 5                    | Storbritannien       | 1    | 0      | 0     | 1      |
| 7                    | Tyskland             | 0    | 1      | 2     | 3      |
| 8                    | Spanien              | 0    | 1      | 1     | 2      |
| 9                    | Polen                | 0    | 1      | 0     | 1      |
| 10                   | Italien              | 0    | 0      | 3     | 3      |
| Totalt (10 nationer) | Totalt (10 nationer) | 8    | 8      | 8     | 24     |